# ヴァスルイ
ヴァスルイ（ルーマニア語: Vaslui）は、ルーマニア東部のモルダヴィアの都市。ヴァスルイ県の県都である。
バフナリ (Bahnari)、ブロドク (Brodoc)、モアーラ・グレチロール (Moara Grecilor)、レディウ (Rediu)、ヴィーショアラ (Viişoara) の五村からなる。

## 歴史
考古学の一般調査から、新石器時代には人類が定住していたことが分かっている。14世紀から地方都市として発展すると、人口も着実に増加した。歴史上に初めて登場するのは1375年のことで、カリヨタスの息子ゲオルゲにまつわるポーランドの文献にみられる。イリアシュ公太子のモルダヴィア公即位に関する1435年の記録にも同様に出てくる。市街は1439年とその翌年、モルダヴィア侵攻に向かうルーマニアのタタール人に放火された。
15世紀に入るとシュテファン大公からモルダヴィアの副首都にされ、人口も近くのヤシに迫った。このころ、ヴァスルイはその黄金期を迎える。大公は1475年、この地でオスマン帝国の軍勢を打ち破った（ヴァスルイの戦い）。モルダヴィアの首都は後にスチャヴァからヤシへと移されたが、ブルラド南部の町々が南モルダヴィアの行政の中心に据えられたため、ヴァスルイは単なる市場町に甘んじ、3世紀にわたり衰えていった。
市内にはかつて、大規模なユダヤ人共同体があった。19世紀後半にガリツィアから到来した彼らは、地元経済の新しい活力源になった。1899年には総人口の37%をユダヤ人が占め、ハシディズムの拠点も置かれた。しかしポグロム旋風やホロコースト、社会主義体制崩壊後のイスラエルへの移民などでその存在感は大幅に低下した。
第二次世界大戦中、キシナウのシュテファン大公像が市内に移設された。
1968年にヴァスルイ県の県都に制定されると、近隣から求職者が流入したため、人口は再び増加を見た。

## 人口統計
直近の2002年の国勢調査によると、市の総人口は全国33位の7万571人である。民族構成は下記の通り。
- ルーマニア人 - 98.63%
- ロマ - 1.19%
- リポヴァン人 - 0.06%
- その他 - 0.12%

近年は社会主義体制崩壊にともなう移民の自由化で、人口は減りつつある。
現在、市民の大部分はルーマニア人が占める。ロマは市全域に散らばるが、南西部のレディウ、ブロドク両地区に小さな共同体が存在する。元来流浪の民であったロマは共産党政権からカルデラーシとみなされ、1960年代から70年代に市北部のルーマニア人地区に強制集住させられた。第三のリポヴァン人は市中心部に古儀式派の教会を擁する。

### 人口の推移
国勢調査のデータに基づく
| 1930年 | 1万3827人 |
| 1941年 | 1万3923人 |
| 1948年 | 1万1827人 |
| 1956年 | 1万5197人 |
| 1966年 | 1万7591人 |
| 1968年 | 1万7960人 |
| 1970年 | 2万2825人 |
| 1980年 | 4万6181人 |
| 1990年 | 7万4615人 |

## スポーツ
リーガ1に所属するFCヴァスルイの本拠地である。

## 出身有名人
- ニコラエ・ミレスク - 作家、旅行家、地理学者、外交官
- ゲオルゲ・ミロネスク - 政治家
- アレクサンドラ・ネキータ - ルーマニア系アメリカ人のキュビスムの画家、壁画家
- コルネリウ・ポルンボユ - 映画監督、脚本家
- コンスタンティン・タナセ - 俳優、戯曲家
- ドラゴシュ・グリゴレ - サッカー選手
- アリーナ・プルガル - ポルノ女優

## 姉妹都市
- カッラーラ（イタリア）
- サン・フェルナンド・デ・エナーレス（スペイン）
- カフル（モルドバ）